# Ліла Ролдан Васкес де Муан
О́льга Лі́ла Ро́лдан Ва́скес де Муа́н (ісп. Olga Lila Roldan Vazquez de Moine, *1952, Сан-Мігель-де-Тукуман) — надзвичайний і повноважний посол Аргентини в Україні з 2007 по 2015 роки.

## Біографія
За фахом дипломат, адвокат. Має диплом з англійської мови Тукуманського Університету (Аргентина) і ступінь магістра комунітарного права ЄС, здобутий в Університеті Комплутенсе, а також отримала післядипломну освіту з адміністративного права (Національний університет Тукуману) та міжнародного публічного права (Університет Буенос-Айреса).
Вільно володіє англійською, французькою та португальською мовами. Може спілкуватись італійською, німецькою та російською мовами.
В апараті МЗС Аргентини займала посади: Генерального директора Головного управління боротьби з міжнародною наркоторгівлею Міністерства закордонних справ, Зовнішньої торгівлі та Культу Аргентинської Республіки; керівника Спеціального представництва з міжнародних переговорів у сфері навколишнього середовища; начальника Управління політичних питань МЕРКОСУР Підсекретаріату латиноамериканської політики; керівника Секретаріату з консульських питань; головного координатора Управління Південної Америки Підсекретаріату латиноамериканської політики; керівника відділу сусідніх країн та прикордонної політики; співробітника Головного управління зовнішньої політики, Спеціального офісу з питань роззброєння, Головного управління міжнародних організацій.
У 1983—1988 — співробітник політичної секції Посольства Аргентини у Мексиці.
У 1990—1992 — працівник Секретаріату Асоціації працівників дипломатичної служби.
У 1992—1994 — керівник політичної секції Посольства Аргентини в Іспанії.
У 1994—1997 — заступник Генерального консула, керівник торговельно-економічної секції Генконсульства Аргентини в Ріо-де-Жанейро, Бразилія.
У 2001—2003 — віце-президент Професійної Асоціації працівників дипломатичної служби. Член Аргентинсько-уругвайської комісії з використання р. Уругвай, Міжурядового комітету країн басейну Ріо-де-Ла-Плата; координатор робіт Аргентинської міжміністерської комісії з прикордонних питань.